# 葆拉·佩雷斯·加西亚
葆拉·安德烈娅·佩雷斯·加西亚（Paula Andrea Pérez García，1996年1月10日—），哥伦比亚女子网球运动员。在ITF女子巡迴賽拥有4个双打冠军。
她首次参加WTA巡回赛是2013年在本土举行的波哥大公开赛双打比赛，她和她的双胞胎姐妹玛利亚·保利娜·佩雷斯·加西亚搭档。
她代表哥伦比亚参加比利·简·金杯（联合会杯），战绩为1胜0负。 